# Linothele macrothelifera
Linothele macrothelifera är en spindelart som beskrevs av Embrik Strand 1908. Linothele macrothelifera ingår i släktet Linothele och familjen Dipluridae.
Artens utbredningsområde är Colombia. Inga underarter finns listade i Catalogue of Life.